# Мінке Сметс
Мінке Сметс (нід. Minke Smeets, 22 березня 1979) — нідерландська хокеїстка на траві.
Олімпійська чемпіонка 2008 року, срібна призерка 2004 року, бронзова призерка 2000 року.
Чемпіонка Європи 1999, 2005 років, срібна призерка 2007 року.
Переможниця Трофею чемпіонів 2000, 2004, 2007 років, срібна призерка 1999, 2001 років, бронзова призерка 1997, 2002, 2003, 2006, 2008 років.
Чемпіонка світу 2006 року, срібна призерка 1998, 2002, 2010 років.